# Trovro (Perković)
Trovro je brdo u Dalmaciji. Nalazi se između sela Perković (zapad), Primorski Dolac (jug) i Sitno (sjever). Najviši vrh Crni vrh je na visini od 485 m.
Na zapadnim padinama brda se nalazi željeznička stanica Perković, a pruga prolazi zapadnim i južnim padinama brda. Sjeverno od ovog brda prolazi autocesta A1, u dijelu između čvoroca Vrpolje i Prgomet.
Susjedna brda su Mravnik (503m, zapad) i Praća (jug).